# Fritz Brandtner
Fritz Brandtner est un peintre, dessinateur et graveur né à Dantzig (aujourd'hui Gdańsk, Pologne) le 28 juillet 1896 et décédé au Québec en 1969. Il est devenu une célébrité canadienne alors qu'il œuvrait surtout à Montréal.

## Biographie
Lors de la Première Guerre mondiale, il est fait prisonnier par les Français. Lorsque libéré en 1920, il retrouve son village natal complètement dévasté et immigre à Winnipeg, Manitoba au Canada à l'âge de 32 ans. Le public de l'Ouest canadien considère l'œuvre de ce peintre audacieuse et déroutante, alors que les critiques la dénigrent. En 1934, il expose à 
Montréal et donne des cours aux enfants dans différents centres hospitaliers. Il propose également des causeries et discussions aux adultes. 
Bien qu'influencé par l'expressionnisme allemand et le cubisme, il intègre les courants propres aux artistes canadiens, plus particulièrement des peintres montréalais des années 1920 et des années 1930.
Cet artiste souhaite toucher le grand public et ne pas se limiter à certains groupes sociaux. C'est dans ce but qu'à partir de 1936, il participe, avec le docteur Norman Bethune, à la fondation d'un centre artistique : Children’s Creative Art Centre de Montréal pour les enfants de milieux défavorisés.
En 1939, il occupe le poste de premier secrétaire de la Société d'art contemporain. De 1939 à 1957, Brandtner expose le fruit de son travail à l'Art Association of Montreal et l'Académie royale des arts du Canada. Il enseigne à l'Université McGill de 1947 à 1956, tout comme il est directeur de l'école d'été à l'Observatory Art Centre à Fredericton au Nouveau-Brunswick de 1949 à 1953. 
Accessoirement, il a peint plusieurs murales à travers le Canada. La Galerie nationale du Canada expose ses peintures à partir de 1943 et la Galerie Valentin lui consacre une exposition rétrospective en 2011.

## Peintures et dessins, sélection
- City by Night (1930)
- Autoportrait (1934?), Musée national des beaux-arts du Québec[5]
- Composition en doré, rouge, bleu et noir (1939), Musée national des beaux-arts du Québec[6]
- Abstraction (1940)
- Montreal harbour (1942)
- City at Night (1947?), Musée national des beaux-arts du Québec[7]
- Civilisation (1940)
- Lost City (1948)
- Abstract composition (1950)
- Automne (1969), Musée d'art de Joliette[8]
- Leaning Man
- South Shore, St-Laurence
- Study of a horse

## Gravures, sélection
- Study to woodcut (1941)

## Honneurs et distinctions
- 1946: Prix Jessie Dow[9]